# I Want Your Love

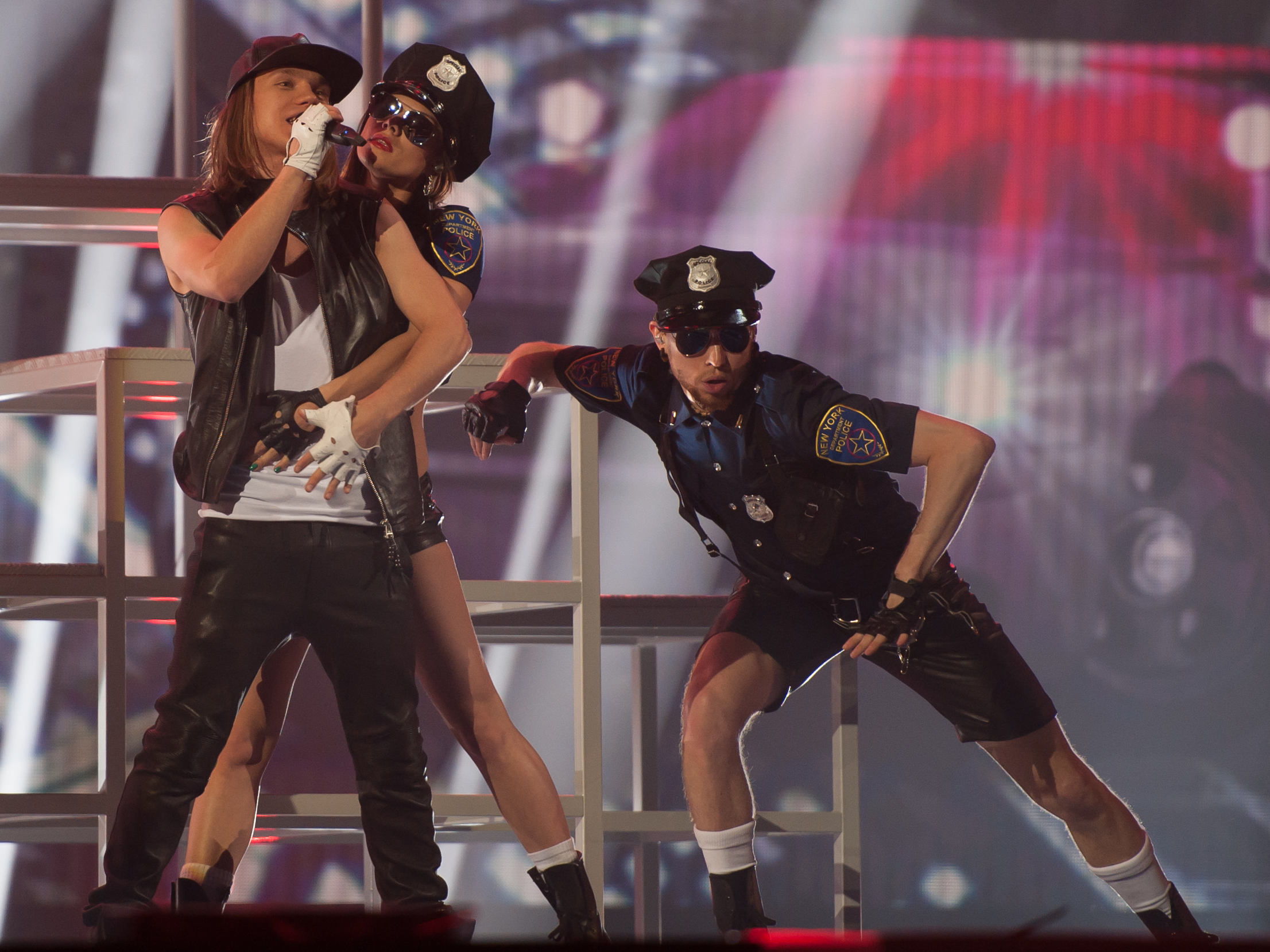
Eduard Romanyuta i ESC 2015

 I Want Your Love är en låt av den ukrainska artisten Eduard Romanjuta. Låten representerade Moldavien i Eurovision Song Contest 2015.
Låten deltog i semifinal 1 i Eurovision Song Contest och kom på 11:e plats med 41 poäng och gick inte vidare till finalen.